# جون ديل (لاعب كرة قدم)
جون ديل (بالإنجليزية: John Deal)‏ هو لاعب كرة قدم أمريكي، ولد في 5 أبريل 1905 في فيلادلفيا في الولايات المتحدة، وتوفي في 1 فبراير 1983 في الولايات المتحدة. شارك مع منتخب الولايات المتحدة لكرة القدم. أما مع النوادي، فقد لعب مع Brooklyn Hispano ‏.

## وصلات خارجية
- جون ديل على موقع أوليمبيديا (الإنجليزية)